# Minobusan-Universität
Die Minobusan-Universität ist eine private Universität in Minobu, Japan. Mit ihrem Schwerpunkt auf Buddhismuskunde liegen ihre Ursprünge, als dem Kuon-ji angegliedertes Priesterseminar der Nichiren-shū, im Jahr 1556. Im Jahr 1994 wurde die Einrichtung als Universität anerkannt.